# Список эпизодов телесериала «Виктория»
Список эпизодов британского сериала «Виктория», премьера которого состоялась 28 августа 2016 года на телеканале ITV.

## Обзор сезонов
| Сезон      | Сезон | Эпизоды         | Даты показа в Великобритании | Даты показа в Великобритании |
| Сезон      | Сезон | Эпизоды         | Премьера сезона              | Финал сезона                 |
| ---------- | ----- | --------------- | ---------------------------- | ---------------------------- |
|            | 1     | 8               | 28 августа 2016              | 9 октября 2016               |
|            | 2     | 8               | 27 августа 2017              | 15 октября 2017              |
| Спецвыпуск | 2     | 25 декабря 2017 | 25 декабря 2017              |                              |
|            | 3     | 8               | 24 марта 2019                | 12 мая 2019                  |

## Список серий

### Сезон 1 (2016)
| № общий | № в сезоне | Название                                    | Режиссёр         | Автор сценария | Дата премьеры    | Зрители в Великобритании (млн) |
| --- | ---------- | ------------------------------------------- | ---------------- | -------------- | ---------------- | ------------------------------ |
| 1 | 1          | «Кукла 123» «Doll 123»                      | Том Вон          | Дейзи Гудвин   | 28 августа 2016  | 8,54                           |
| Июнь 1837. Восемнадцатилетняя Александрина Виктория Кентская становится королевой. Она всеми силами пытается обрести независимость от матери и её властного покровителя Конроя. В государственных делах молодая королева полностью полагается на премьер-министра лорда Мельбурна. |            |                                             |                  |                |                  |                                |
| 2 | 2          | «Фрейлины» «Ladies in Waiting»              | Том Вон          | Дейзи Гудвин   | 29 августа 2016  | 7,95                           |
| Лорд Мельбурн покидает пост, и Виктория, не желающая принять нового Премьер-министра Роберта Пиля, сталкивается со своим первым политическим кризисом. Герцог Камберленд ищет союза с матерью королевы, чтобы объявить Викторию сумасшедшей и занять пост регента. Виктории удаётся вернуть Мельбурна на пост премьер-министра, что вызывает неприятные слухи при дворе.                                                   |            |                                             |                  |                |                  |                                |
| 3 | 3          | «Брокет-холл» «Brocket Hall»                | Том Вон          | Дейзи Гудвин   | 4 сентября 2016  | 8,27                           |
| 4 ноября 1839.В Ньюпорте вспыхивает восстание чартистов, которое показывает нестабильность монархии. В Лондон приезжает дядя Виктории король Бельгии Леопольд, который советует королеве вступить в брак для укрепления своего положения на троне. Виктория отвергает всех возможных женихов, и Леопольд, в надежде изменить мнение королевы, вызывает в Англию своих племянников Альберта и Эрнста Саксен-Кобург-Готских. |            |                                             |                  |                |                  |                                |
| 4 | 4          | «Механический принц» «The Clockwork Prince» | Сандра Голдбахер | Дейзи Гудвин   | 11 сентября 2016 | 8,1                            |
| Виктория, недовольная тем, что Леопольд действовал за её спиной, не находит общего языка с Альбертом, которого прочат ей в мужья. Втайне надеясь произвести впечатление на принца, Виктория перевозит домочадцев в Виндзор, где нарастает напряжение между королевой, Мельбурном и Альбертом. Королеве предстоит сделать непростой выбор, и она соглашается на брак с Альбертом.                                           |            |                                             |                  |                |                  |                                |
| 5 | 5          | «Простая женщина» «An Ordinary Woman»       | Сандра Голдбахер | Дейзи Гудвин   | 18 сентября 2016 | 8,23                           |
| Альберт отбывает в Кобург, чтобы приготовиться к свадьбе. Перед отъездом он просит Викторию решить вопрос с титулом и финансовым обеспечением, которые он должен получить после свадьбы. Перед первой брачной ночью Виктория окончательно прощается с лордом Мельбурном. |            |                                             |                  |                |                  |                                |
| 6 | 6          | «Супруг королевы» «The Queen’s Husband»     | Оливер Блэкбёрн  | Дейзи Гудвин   | 25 сентября 2016 | 8,09                           |
| Не имея никакой реальной роли при дворе, Альберт впадает в уныние. Виктория ищет способ утешить мужа. Альберт выступает на конвенции о запрете рабства и добивается уважения премьер-министра Пиля. |            |                                             |                  |                |                  |                                |
| 7 | 7          | «Двигатель перемен» «The Engine of Change»  | Оливер Блэкбёрн  | Гай Эндрюс     | 2 октября 2016   | 7,63                           |
| Беременность королевы поднимает непростой вопрос регентства. Чтобы обеспечить Альберту в будущем поддержку лордов, Виктория отправляется в путешествие на север, где знакомится с новшеством инженерной мысли — железной дорогой. Альберту удаётся найти общий язык с премьер-министром Пилем. |            |                                             |                  |                |                  |                                |
| 8 | 8          | «Молодая Англия» «Young England»            | Оливер Блэкбёрн  | Дейзи Гудвин   | 9 октября 2016   | 8,07                           |
| Беременная Виктория огорчена желанием матери и супруга запереть её во дворце для её же безопасности. В Лондон прибывает предполагаемый наследник престола герцог Камберленд, который надеется, что королева умрёт при родах. На Викторию совершается первое покушение, в организации которого подозревают герцога Камберленда. Королева благополучно рожает девочку, также названную Викторией.                            |            |                                             |                  |                |                  |                                |

### Сезон 2 (2017)
| № общий | № в сезоне | Название                                             | Режиссёр            | Автор сценария  | Дата премьеры    | Зрители в Великобритании (млн) |
| --- | ---------- | ---------------------------------------------------- | ------------------- | --------------- | ---------------- | ------------------------------ |
| 9 | 1          | «Дочь солдата» «A Soldier's Daughter»                | Лиза Джеймс Ларссон | Дейзи Гудвин    | 27 августа 2017  | 6,17                           |
| Виктории не терпится вернуться к делам после рождения первенца, в то время как принц Альберт старается оградить её от плохих новостей, пришедших из Афганистана. |            |                                                      |                     |                 |                  |                                |
| 10 | 2          | «Зеленоглазый монстр» «The Green-Eyed Monster»       | Лиза Джеймс Ларссон | Дейзи Гудвин    | 3 сентября 2017  | 6,62                           |
| Виктория и Альберт оба испытывают муки ревности. Виктория ждет нового ребенка, что ее огорчает, но радует всех в окружении королевы. В Букингемском дворце завелся призрак, что тревожит прислугу. |            |                                                      |                     |                 |                  |                                |
| 11 | 3          | «Переплетение нитей» «Warp and Weft»                 | Джеффри Сакс        | Дейзи Гудвин    | 10 сентября 2017 | 6,56                           |
| Виктория устраивает бал, чтобы помочь английским производителям тканей в борьбе с импортерами, однако многие находят этот бал расточительным. Двое старых друзей Виктории на пороге ухода из жизни, что сильно печалит королеву. |            |                                                      |                     |                 |                  |                                |
| 12 | 4          | «Грехи отца» «The Sins of the Father»                | Джеффри Сакс        | Оттилия Уилфорд | 17 сентября 2017 | 6,77                           |
| Отец Альберта умирает. Приехав на похороны, принц узнает, что он не тот, кем всегда себя считал. Тайна мисс Скеррет открывается. |            |                                                      |                     |                 |                  |                                |
| 13 | 5          | «Сердечное соглашение» «Entente Cordiale»            | Джим Лоуч           | Дейзи Гудвин    | 24 сентября 2017 | 6,13                           |
| Виктория и Альберт совершают визит во Францию во имя интересов Великобритании. Во время поездки Виктория помогает Альберту разобраться в себе. |            |                                                      |                     |                 |                  |                                |
| 14 | 6          | «Вера, надежда и милосердие» «Faith, Hope & Charity» | Джим Лоуч           | Дейзи Гудвин    | 1 октября 2017   | 6,05                           |
| Виктория узнает о голоде в Ирландии из письма ирландского священника. Ситуация с голодом осложнена тем, что большинство голодающие - католики, и помогать им правительство не планирует. Королева пытается убедить премьер-министра выделить государственную помощь Ирландии. Брат Альберта лечится от сифилиса, когда узнает о происшествии, способным изменить его жизнь. Принц Альберт занят модернизацией лондонской канализации. |            |                                                      |                     |                 |                  |                                |
| 15 | 7          | «Король за морем» «The King Over the Water»          | Дэниел О’Хара       | Оттилия Уилфорд | 8 октября 2017   | 6,47                           |
| После очередной попытки покушения Виктория и Альберт едут в Шотландию, чтобы немного развеяться. Там им приходится провести ночь в необычных условиях. Эрнест ухаживает за герцогиней Гарриет. Свита королевы наслаждается свободой от условностей придворной жизни. |            |                                                      |                     |                 |                  |                                |
| 16 | 8          | «Роскошь совести» «The Luxury of Conscience»         | Дэниел О’Хара       | Дейзи Гудвин    | 15 октября 2017  | 6,40                           |
| С целью борьбы с голодом премьер-министр предлагает отменить хлебные законы, что раскалывает не только парламент, но и партию тори. Виктория и особенно принц Альберт поддерживают билль премьер-министра. В итоге закон принят, но на министра совершено покушение, что приводит к непоправимым последствиям. Старшая дочь Виктории и Альберта серьезно заболевает. Причина ее болезни становится яблоком раздора в монаршей семье.  |            |                                                      |                     |                 |                  |                                |
| 17 | —          | «Комфорт и радость» «Comfort and Joy»                | Джим Лоуч           | Дейзи Гудвин    | 25 декабря 2017  | 5,44                           |
| Рождественский эпизод. Альберт мечтает об идеальном Рождестве для своих детей. На пути к этому стоят сложные взаимоотношения внутри семьи, однако все мирятся в Сочельник. Проясняются отношения не только у господ, но и у слуг. |            |                                                      |                     |                 |                  |                                |

### Сезон 3 (2019)
| № общий | № в сезоне | Название                                                                    | Режиссёр     | Автор сценария | Дата премьеры  | Зрители в Великобритании (млн) |
| --- | ---------- | --------------------------------------------------------------------------- | ------------ | -------------- | -------------- | ------------------------------ |
| 18 | 1          | «Тревожно голове венец носящей» «Uneasy Lies the Head that Wears the Crown» | Джеффри Сакс | Дейзи Гудвин   | 24 марта 2019  | 5,83                           |
| Во Франции разгорается революция в ходе которой король вынужден бежать. В итоге революции сестра Виктории и бывший король Франции просят прибежища у Виктории. Тем временем воодушевленные событиями во Франции чартисты требуют право голоса для всех сословий. Из чартистов выделяются радикально настроенные противники монархии и устраивают беспорядки с требованием свергнуть королеву. Большую роль в событиях играет министр иностранных дел Палмерстон, привествующий революции во Франции и поддерживающий народные требования в Англии. |            |                                                                             |              |                |                |                                |
| 19 | 2          | «Лондонский мост падает» «London Bridge is Falling Down»                    | Джеффри Сакс | Дейзи Гудвин   | 31 марта 2019  | 5,12                           |
| 20 | 3          | «Аркадия» «Et in Arcadia»                                                   | Джеффри Сакс | Гай Эндрюс     | 7 апреля 2019  | <5,36                          |
| 21 | 4          | «Иностранцы» «Foreign Bodies»                                               | Хлоя Томас   | Оттили Уилфорд | 14 апреля 2019 | <5,36                          |
| 22 | 5          | «Демонстрация единства» «A Show of Unity»                                   | Хлои Томас   | Гай Эндрюс     | 21 апреля 2019 | <5,41                          |
| 23 | 6          | «Кобургский квартет» «A Coburg Quartet»                                     | Хлоя Томас   | Дейзи Гудвин   | 28 апреля 2019 | <5,47                          |
| 24 | 7          | «Общественное беспокойство» «A Public Inconvenience»                        | Делайт Томас | Оттили Уилфорд | 5 мая 2019     | <5,67                          |
| 25 | 8          | «Белый слон» «The White Elephant»                                           | Делайт Томас | Дейзи Гудвин   | 12 мая 2019    | 4,79                           |